# Robert Caze
Pour les articles homonymes, voir Caze.
Vous pouvez aider à l'améliorer ou bien discuter des problèmes sur sa page de discussion.
- Certaines informations devraient être mieux reliées aux sources mentionnées dans la bibliographie ou les liens externes. Améliorez sa vérifiabilité en les associant par des références. (Marqué depuis novembre 2015)

Robert Caze, né le 3 janvier 1853 à Paris et mort dans la même ville le 28 mars 1886 des suites d'un duel contre Charles Vignier, est un écrivain, poète et romancier naturaliste originaire de Toulouse, naturalisé suisse.

## Biographie
Ami des frères Goncourt, de Huysmans, de Verlaine, il aurait pu figurer, si la mort ne l'avait fauché à 33 ans, parmi les meilleurs écrivains de sa génération et être l'égal de Maupassant[non neutre]. Familier du « Grenier » d'Auteuil, il recevait, lui aussi, chaque semaine, artistes impressionnistes (Seurat, Signac, Camille et Lucien Pissarro, Guillaumin) et écrivains (Huysmans, Hennique, Lucien Descaves, Jean Ajalbert, Paul Adam, Paul Alexis, Henri de Régnier, Jean Moréas, Félix Fénéon...). « Dans ses salons, ornés d'antiques vierges en bois vermoulu et de croquades impressionnistes, la jeunesse littéraire vagit », lit-on dans le Petit Bottin des lettres et des arts.
Faux marquis de Berzieux - et bourgeois du petit village d'Epiquerez en Suisse - Robert Caze avait rompu avec les siens, à l'exception de sa mère. Poète, écrivain, journaliste, il collaborera très jeune à diverses feuilles d'opposition à l'Empire. Il fonde avec Jean Richepin le journal La Jeunesse où il publie L'Homunculus, « poésie dont le succès mit son nom en vedette et lui facilita l'accès de la grande presse ». Durant la guerre franco-allemande de 1870-1871, il prend part à la Commune aux côtés de Paschal Grousset qui l'attacha au ministère des Affaires étrangères. Il sauva de la destruction la collection des archives diplomatiques.
Réfugié en Suisse en 1873, d'abord à Delémont, où il travaille pour  Le Progrès du Jura, organe des libéraux du Jura, puis comme collaborateur au Démocrate, épouse la fille de l'imprimeur Joseph Boéchat et, à partir de 1875, et durant cinq ans jusqu'en 1880, il enseigne la littérature française, le français et l'histoire à l'école cantonale de Porrentruy où il a notamment comme élève le polygraphe suisse Virgile Rossel. Il collabore aussi à La Tribune du peuple (1871-76), à L'Émulation jurassienne, au Confédéré de Fribourg, à l'Almanach miniature. Il est aussi président central de la Société jurassienne d'émulation, de 1878 à 1879, durant neuf mois, toujours à Porrentruy.
Profitant de l'amnistie du 11 juillet 1880 en faveur des réfugiés politiques de la Commune, il est de retour en France où il collabora à divers journaux et revues : Le Cri du peuple, Le XIXe siècle, L'Intransigeant, L'Opinion, Le Réveil et Le Voltaire. Parallèlement, il écrivit plusieurs études de mœurs : Le Martyre d'Annil (1884), très remarqué, puis Femme à soldats (1884) ; L'Élève Gendrevin (1884) ; La Semaine d'Ursule (1885) ; Grand-Mère (1886), dédié à Edmond de Goncourt et paru cinq jours avant sa mort ; enfin divers volumes de nouvelles (Paris vivant, 1885 ; Dans l'intimité, 1886).
Le 6 avril 1883, à Diegem, localité belge, Robert Caze affronte en duel l'écrivain Paul Bonnetain. Les témoins de Bonnetain étaient Jules Guérin et le journaliste radical et franc-maçon Edmond Lepelletier (1846-1913), ceux de Caze, E. Bois-Glavy et R. d'Abzac. Bonnetain en est sorti indemne, mais Caze blessé très légèrement à la poitrine.
Robert Caze succombe à la suite d'un autre duel avec Charles Vignier, qui avait publié sur lui un article à la suite d'une dispute entre Caze et Félicien Champsaur. Robert Caze s’était froissé à propos d’un article de Félicien Champsaur, paru dans le supplément littéraire du Figaro du 17 octobre 1885, sur les « écrivains sacrilèges», qui écrivait : « M. Robert Caze, qui a toujours besoin d’imiter quelqu’un, prend au sérieux le masque fumiste de Huysmans et se dit anarchiste et chrétien, avec l’aplomb jobard de Sancho Pança ». Puis il écrit : « Du moins, il était amusant le gentilhomme convaincu qui, l'an dernier, en train spécial, s'en allait en pèlerinage à Lourdes, avec sa maîtresse ». Se sentant visé, Caze provoqua une altercation au Café américain, boulevard des Capucines, et reçut deux coups de canne de Champsaur. Il refusa le duel que ce dernier lui proposait et préféra porter plainte devant les tribunaux. À noter que Caze était en effet allé à Lourdes en septembre 1885, mais, semble-t-il, sans aucune maîtresse et en train express ordinaire. Champsaur nia plus tard maladroitement qu’il s’agissait de Caze, mais plutôt du comte « de X… ».
Ayant eu vent de l’altercation du Café américain, Charles Vignier, rédacteur de La Revue moderniste, publia dans ses « Notes critiques » du 1er février 1886 que « M. Champsaur rossa M. Caze ». Bondissant sous l’offense de ces lignes, Robert Caze lui envoya ses témoins le 13 février : Paul Adam et un capitaine de la Garde républicaine de ses amis, Albert Dubois-Pillet, également peintre à ses heures. Vignier se fit représenter par Adrien Remacle et Émile Hennequin. Le duel eut lieu le lundi 15 février 1886 à dix heures du matin dans une forêt entre Meudon et Clamart.
Mauvais escrimeur, Caze perdit tout son sang-froid et s’embrocha lui-même sur l’épée de son adversaire, « au premier engagement », relate le  Journal des débats du lendemain. Touché au foie, il devait mourir six semaines plus tard, à son domicile du 13 rue Condorcet à Paris, dans d’horribles souffrances, au petit matin du 28 mars 1886. « Déjà dans un duel précédent, avec Paul Bonnetain, il avait eu, sur le terrain, une conduite semblable ; il s’était tiré de cette rencontre sans blessure grave, Bonnetain ayant ramené son bras à lui au moment opportun », se souvenait l’éditeur Pierre-Victor Stock.
Deux jours plus tard, le 30 mars, la cérémonie religieuse se déroule en l'église Saint-Vincent-de-Paul de Paris. Les cordons du poêle sont tenus par trois écrivains, Edmond de Goncourt, Henry Céard, Léon Hennique, et par le journaliste politique Paul Strauss. Puis, le cercueil est transporté en convoi vers la gare d'Austerlitz et placé dans un train à destination de Mons, près de Toulouse, où Robert Caze est inhumé dans le caveau familial. Sa tombe est toujours visible aujourd'hui. « J’ai la conviction que Robert Caze aurait vite passé au premier rang des romanciers contemporains », écrivait Virgile Rossel, en avril 1886, dans un hommage qu'il lui rendait dans le Démocrate.
Peu après sa mort, sa veuve, Louise Caze, ruinée, mettra en vente à Drouot tous les livres et correspondances de son mari, les 29 et 30 avril 1886. Elle ne lui survivra qu'une petite année - elle meurt le 2 mars 1887, à l'âge de 31 ans. Le couple laissera deux enfants, nés tous les deux en Suisse, Emma, née en 1878, et Roger, né en 1876.
Depuis février 2014, la ville suisse de Delémont compte une rue Robert-Caze.

## Jugements
« Nul doute que les curieux de lettres rechercheront pieusement les rarissimes volumes qui forment son œuvre poétique et les placeront à côté de ceux des meilleurs poètes de sa génération… »

— Rodolphe Darzens

## Œuvre

### Œuvres parues en volumes
- Les Poèmes de la chair, Paris, Librairie André Sagnier, 1873, in-18, 70 p.
- Hymnes à la vie, Delémont, J. Boéchat, 1875, in-16, 71 p.
- Notes d’histoire et de littérature contemporaines, Fribourg, Imprimerie Ed. Bielmann, 1876, in-12, 67 p.
- Les Deux Bustes, Delémont, impr. Aug. Boéchat, s.d. (1876), in-16, 115 p. Roman dédié à sa femme Louise Caze.
- Cahiers d’histoire littéraire, 1635-1715, Delémont, J. Boéchat, 1877, in-12, 27 p.
- A la gloire de Rousseau, cantate composée à l’occasion de son centenaire par MM. Robert Caze et John Grand-Carteret. Musique de H. Kling. Genève, Impr. Schira-Blanchard, 1878, in-8, 8 p. Existe aussi une variante, de format gr. in-4, 4 pages, avec partition de la cantate.
- Ritournelles, poésies. Paris, Librairie Sandoz & Fischbacher, 1879, in-8, 109 p.
- Poèmes rustiques, Paris, Librairie Sandoz & Fischbacher, 1880, in-16, 175 p.
- Les Filles. Le Martyre d’Annil, suivi de La Sortie d'Angèle, Henry Kistemaeckers, Bruxelles, 1883, in-16, 288 p.
- Les Filles. Femme à soldats, Bruxelles, Henry Kistemaeckers, 1884, in-12, 284 p.
- Les Bas de Monseigneur, Paris, Marpon et Flammarion, 1884, in-12, 334 p. Nouvelles dédiées au peintre Jean-François Raffaelli, « le merveilleux peintre des modernités ».
- Les Enfants. L’élève Gendrevin, Paris, Tresse, 1884, in-18, V-336 p. Roman dédié au « merveilleux artiste Joris-Karl Huysmans ».
- Les Femmes. La semaine d’Ursule, Paris, Tresse, 1885, in-16, V-304 p. Roman dédié à Samuel-Henri Berthoud.
- Paris vivant, Paris, Nouvelle librairie parisienne E. Giraud & Cie, 1885, in-16, 291 p. Nouvelles dédiées à Paul Alexis.
- La Foire aux peintres, Paris, Léon Vanier, 1885, in-18, 35 pages. Recueil d’articles parus dans Lutèce, no 172-175.
- Les Parfums, Paris, 1885. Plaquette de vers in-18 raisin de 36 pages, tirée à 45 exemplaires, non mis « dans l'odieux commerce. »
- En journée, Paris, 1885. Plaquette in-8 imprimée par Léon Trézénik sur les presses de Lutèce. Tirée à 11 exemplaires seulement sur papier Japon, 20 pages. Voici la justification du tirage : « Il n'a été tiré de cette plaquette que onze exemplaires numérotés à la presse et imprimés sur papier du Japon. Lesdits exemplaires signés par l'auteur ont été uniquement destinés et remis à MM. S.H. Berthoud, Edmond de Goncourt, J.K. Huysmans, Gabriel Thyébaut, Léon Hennique, Victor Stock, Léo Trézenik, Georges Rall et Jean Ajalbert. L'auteur s'est réservé les exemplaires 10 et 11. » Livre dédié à Léo Trézenik, « maître imprimeur et homme de lettres. »
- Les Mots, Paris, 1886. Plaquette de vers tirée à 45 exemplaires. Imprimée par Léon Epinette, in-16, 61 p. On peut lire en exergue : « Malgré tes ducats, tes sequins - Public qu'on plume - Tu ne trouveras ce volume - Chez aucun éditeur de bouquins. »
- Dans l’intimité, nouvelles. Paris, Tresse & Stock, 1886, in-18, 290 p.
- Les Femmes. Grand-mère, Paris, Tresse & Stock, 1886, in-16, V-347 p. Roman dédié à Edmond de Goncourt.

Rééditions après la mort de l'auteur :
- La Sortie d'Angèle. Réédition dans Un joli monde. Romans de la prostitution, édition établie et présentée par Daniel Grojnowski et M. Dottin Orisini. Paris, éditions Robert Laffont, 2008.
- Le Martyre d’Annil, suivi de La Sortie d'Angèle. Présenté, préfacé et annoté par Arnaud Bédat et René-Pierre Colin. Tusson, éditions du Lérot + Porrentruy, Société jurassienne d'émulation, 2010, 272 p. (dont un tirage de tête de 25 exemplaires sur Ingres).

Sous la direction de Robert Caze :
- Album jurassien 1878, Delémont, J. Boéchat, 1878, 136 p.

Jeu d'épreuves jamais publiées :
- Questions de presse, Delémont, J. Boéchat, 1877, 15 p. (Probablement resté seulement à l'état d'épreuves, probablement publiées dans un journal jurassien à identifier, dont un jeu est conservé dans la bibliothèque de Xavier Kohler aux Archives de l'ancien évêché de Bâle à Porrentruy).

Œuvres publiées sous pseudonyme :
- Philippe Daryl, Wassili Samarin, Paris, Librairie J. Hetzel & Cie, in-18, 1886, 350 p. (dans la série La Vie partout...). Paru en feuilleton dans le journal Le Temps du 18 octobre 1882 au 5 janvier 1883, sous le pseudonyme de Tiburce Moray.

Philippe Daryl était un pseudonyme de Paschal Grousset (1844-1909), connu aussi sous le nom d’André Laurie. Il semble en l’occurrence qu’il ait utilisé ici son ami Robert Caze pour écrire ce roman, d’après Charles-Joseph Gigandet dans les Actes de la société jurassienne d'émulation de 1916, p. 59-61 : « Wassili Samarin, signé Tiburce Moray, paraissant dans Le Temps, vers 1884, si je me rappelle bien. Je me mis par hasard à parcourir ce feuilleton et fus très intrigué en voyant que l'action se passait à Berne et à Porrentruy, et en reconnaissant l'exactitude des descriptions. Quelque temps après, étant allé voir Robert Caze dans son appartement de la rue Rodier, je lui fis part de la chose. Pour toute réponse, il tira du meuble où s'entassaient ses manuscrits et ses plans de romans, un gros cahier rempli de sa claire, régulière, élégante écriture. C'était Wassili Samarin ! Pourquoi Philippe Daryl a omis ensuite de faire mention de son collaborateur dans le volume paru chez Hetzel, je l'ignore. » Virgile Rossel nous en apprend un peu plus dans La Semaine littéraire du 24 juillet 1897 : « En attendant, il (...) s'attelait de nouveau à son interminable roman, Dimitri Koulcheff - qui parut plus tard en feuilleton dans Le Temps - puis, en volume, sous une autre signature que la sienne et sous un titre différent (Wassili Samarin). Remanié ou non? Je l'ignore... »
Œuvres annoncées mais jamais parues :
- Les couleurs. Poésies. Annoncé comme à paraître sur la page de garde de Les Parfums (1885).
- Les contacts. Poésies. Annoncé comme à paraître sur la page de garde de Les Parfums (1885) puis de Les Mots (1886).
- Les nuances. Poésies. Annoncé comme à paraître sur la page de garde de Les Mots (1886).
- Nocturne. Roman. Annoncé comme à paraître sur la page de garde de Grand-mère, son dernier livre (1886).
- Les lendemains tristes. Roman. Annoncé comme à paraître sur la page de garde de Grand-mère, son dernier livre (1886).
- Vicieuse. Roman. Annoncé comme à paraître sur la page de garde de Le Martyr d'Annil (1883) et de Femme à soldats (1884), qui, avec ce troisième et dernier volume, aurait sans doute dû clore la série Les Filles. Il est également annoncé en 1885 comme étant « en préparation » et à paraître sous forme d'« un volume in-18 jésus » dans le catalogue en fin de volume de Sous la hache d'Elémir Bourges (E. Giraud, Paris, 1885).

Préfaces
- Jean Ajalbert, Sur le vif. Vers impressionnistes. Lettre-préface de Robert Caze. Paris, Tresse et Stock, 1886. Gr, in-8, 199 p.
- Jules Vidal, Cœurs fêlés. Préface de Robert Caze. Paris, E. Giraud, 1885, in-18, VIII-320 p. Autre édition de ce roman sous le titre de Briscambille. Paris, Librairie des publications à 5 centimes, 1892, in-32, 160 p. Petite bibliothèque universelle.

Attribué à Robert Caze :
- Le protestant, Neuchâtel, J. Sandoz et Fischbacher, 1879, in-32. Signalé notamment par le Grand dictionnaire universel du XIXe siècle (tome 17), et par Hugo P. Thieme qui signale également ce titre dans son Guide bibliographique de la littérature française de 1800 à 1906 (Paris, Welter, 1907, voir p. 71), sous le titre Le Protestant. Manuel des protestants disséminés, chez Sandoz à Neuchâtel. Mais le premier à en faire mention et en attribuer la paternité à Caze semble bien Otto Lorenz, en 1886, dans son Catalogue général de la littérature française (Paris, chez l'auteur, 1886, tome 9, p. 284)

Livres ou poèmes dédiés à Robert Caze :
- Maurice Rollinat, Les névroses, Paris, Charpentier, 1883. Le poème Nocturne est dédié à Robert Caze.
- Jules Vidal, Blanches mains, Paris, Giraud & Cie, 1886. Ouvrage dédié « à la mémoire de mon grand ami Robert Caze ».
- Jean Ajalbert, Sur le vif. Vers impressionnistes. Lettre-préface de Robert Caze. Paris, Tresse et Stock, 1886. Gr, in-8, 199 p. Ouvrage dédié « à Robert Caze, poète et romancier ».
- Paul Verlaine, Jadis et naguère, Paris. Léon Vanier, 1885. Le poème La Pucelle est dédié à Robert Caze.
- Joris-Karl Huysmans, Croquis parisiens. Eaux-fortes de Forain et Raffaelli. Paris, Henri Vaton, 1880. Le texte Damiens est dédié à Robert Caze.
- Le poème Paysage d'Éphraïm Mikhaël est dédié "À madame Robert Caze", à la p. 24 du volume Œuvres de Éphraïm Mikhaël. Poésie, poèmes en prose. Paris, A. Lemerre, 1890.

Curiosité bibliophilique :
- André Breton, Les vases communicants, Paris, Éditions des Cahiers Libres, 1932, 1 vol. in-12 de 172 (4) pp., reliure maroquin à la Bradel à encadrement, centre de plats en liège, dos lisse, tête dorée, couv. et dos conservés (reliure M. Blin). Édition originale. Un des 2 000 exemplaires sur vélin omnia.

Ce précieux et rare volume fait partie de la collection Arnaud Bédat. Il comporte cet envoi autographe de la main d'André Breton:  A Léon Deffoux, à qui je dois de connaître Robert Caze, son reconnaissant et dévoué, André Breton .

### Œuvres parues en feuilleton
- L'Homme aux illusions. Roman paru en feuilleton dans Le Confédéré (Fribourg), 1875.
- Défroqué !. Nouvelle parue en feuilleton dans Le Confédéré (Fribourg), et dans Le Progrès (Delémont), 1873. Dédiée à Albert Pinard.
- Souvenirs du Kulturkampf. Publié en feuilleton dans l'hebdomadaire La Pensée libre des 16 et 30 octobre et 6 et 13 novembre 1880.
- À signaler aussi « un roman de Caze qui aurait paru en feuilleton dans un journal genevois entre 1875 et 1880, causant un certain scandale et faisant passablement de bruit par les allusions à la vie et aux mœurs locales de Porrentruy, où l'action était situé », selon Jean Reymond (Actes de la Société jurassienne d'Emulation, 1963, p. 148). Mais peut-être s'agit-il de Wassili Samarin dont l'action se passe en grande partie à Porrentruy ? On retrouve en tout cas bien une trace de la parution de ce roman en feuilleton dans un journal genevois, "La Revue du dimanche", supplément de "La Revue", à une date légèrement postérieure, en 1892[4].

### Textes publiés dans des recueils ou des revues
En Suisse comme en France, Robert Caze a collaboré et écrit dans une quantité impressionnante de journaux et de revues littéraires. À ses débuts, très jeune, Robert Caze collabore à La Joute et à La Jeunesse. En Suisse, durant son exil, il est rédacteur au Confédéré à Fribourg, puis au Progrès, au Démocrate, à L'Emulation jurassienne et à la Tribune du peuple à Delémont. Il collabore aussi à l'Almanach Miniature et à l'Annuaire jurassien (une seule édition connue en 1878). De retour en France, à Paris, on le retrouve au Chat noir, à  Lutèce, au Voltaire, à L’Opinion (où il signait du pseudonyme de Lousteau), au Réveil, au Cri du peuple, et à la Revue indépendante. Ses textes ont aussi été publiés dans Paris moderne, revue de Léon Vanier, La Jeune France et dans Gil Blas. Bien après sa mort, certains de ses textes sont publiés dans  La vie populaire et dans  Gil Blas.